# Ekaterina Gordon
Ekaterina Viktorovna Gordon (nacida Prokofieva; nacida el 19 de octubre de 1980) es una presentadora de radio y televisión, música, actriz y figura pública rusa. 

## Biografía
Ekaterina Gordon nació en Moscú el 19 de octubre de 1980. Compaginó sus estudios en el Gimnasio Humanitario con estudios en la Escuela de Economía para Estudiantes de Bachillerato de la Universidad Internacional.

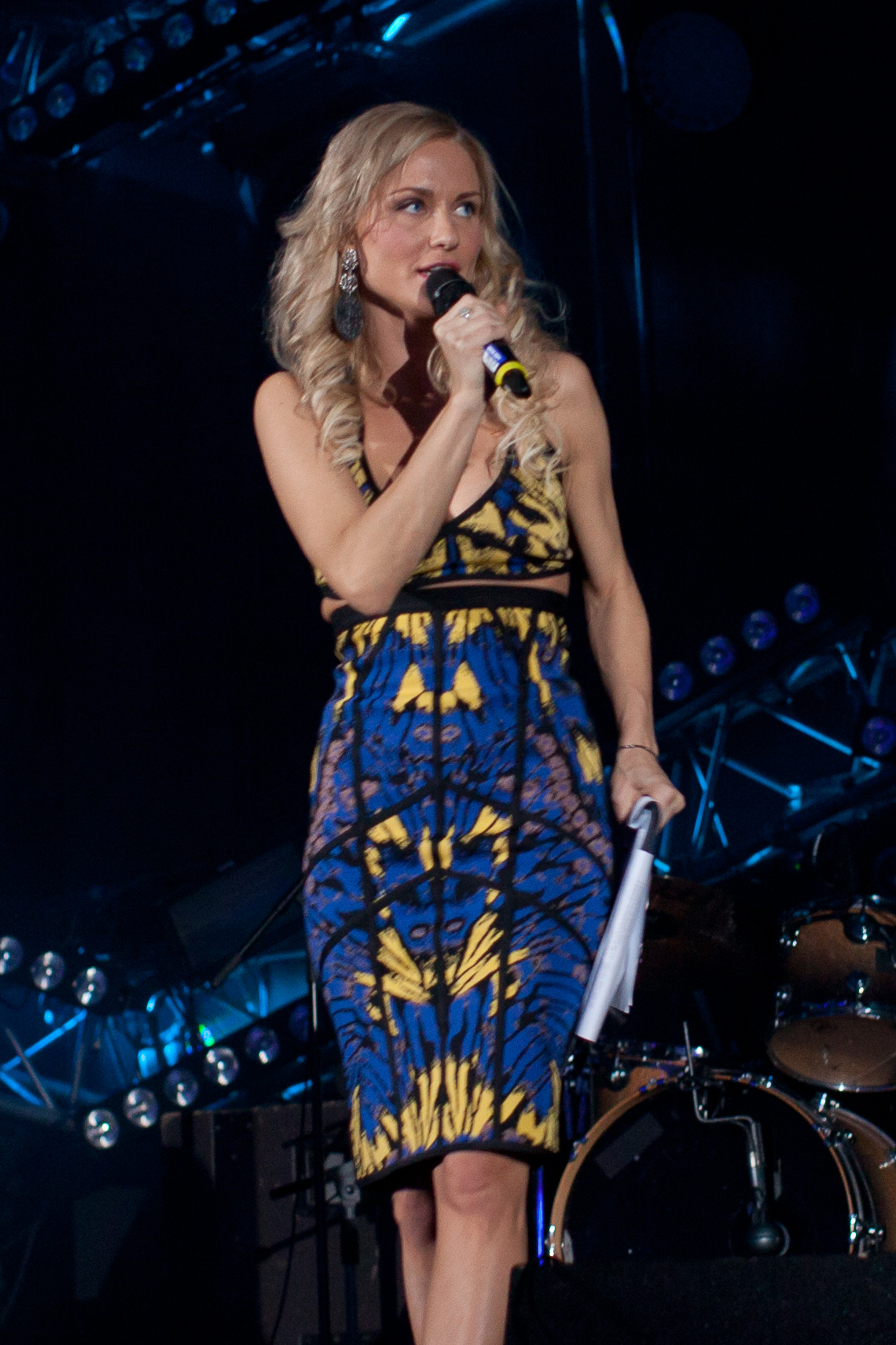
Ekaterina Gordon en el concierto 20 años de Runet, 7 de abril de 2014

En 2002, se graduó de la Facultad de Psicología Social de la Universidad Pedagógica Estatal de Moscú. Luego ingresó a los Cursos Superiores de Guionistas y Directores en el taller de Piotr Todorovski.
En 2009, Ekaterina Gordon fundó la banda de pop rock Blondrock.
Fue presentadora de radio en las estaciones Mayak, Eco de Moscú, Govorit Moskva, etc. También trabajó como presentadora de televisión en O2TV, Piervy Kanal, Zvezda.

## Vida personal
Entre 2000 y 2006 se casó con el periodista Aleksandr Gordon.
En 2011 y 2013 se casó dos veces con el abogado Sergei Zhorin. Tiene dos hijos: Daniel (nacido en 2012), Serafín (nacido en 2017).
Gordon continuó su activismo político, centrándose en las propuestas de reforma parlamentaria rusa y abogando por los derechos de las mujeres.